# Sečtělá negramota
Sečtělá negramota (v anglickém originále Pretty Whittle Liar) je 16. díl 33. řady (celkem 722.) amerického animovaného seriálu Simpsonovi. Scénář napsal Joel H. Cohen a díl režíroval Michael Polcino. V USA měl premiéru dne 27. března 2022 na stanici Fox Broadcasting Company a v Česku byl poprvé vysílán 31. května 2022 na stanici Prima Cool. 

## Děj
Marge u sebe doma svolá knižní klub. Zatímco všichni na setkání komentují, jak byla kniha nudná, Brandine Spucklerová naopak chápe podstatu díla a prokazuje tím svou inteligenci, u ní dosud nevídanou, čímž ostatní diskutující šokuje.
Dalšího dne se po Springfieldu rozkřikne, že je ve skutečnosti sečtělá, což se dostane i k jejímu manželovi Cletusovi.
Líza mezitím ve škole pronese řeč. S paní učitelkou Hooverovou se Líza střetne kvůli správnosti slova „zneuznaný“. Za dveřmi si dvě děti předávají vzkaz, že Líza „je jednou z nás“.
Cletus konfrontuje Brandinu a ta mu prozradí, že zvěsti o ní jsou pravdivé. Čte knihy, chodí na balet a navštěvuje muzeum. Když Cletus zjistí, kým Brandine ve skutečnosti je, nepozná v ní ženu, s níž se dal dohromady, a rozejdou se. Brandine neví, kam jít, a tak se vydá na nějaký čas do domu Simpsonových.
Během společného nákupu se Marge ptá Brandiny, proč si vybrala Cletuse. Brandine vypráví příběh svého milostného vztahu na venkově. Marge se zároveň táže sama sebe, jestli nemá na víc, než na Homera – s čímž zákazníci obchodu souhlasí.
Mezitím se Líza ve škole dostane do problémů a zachrání ji nevýrazné děti skrývající svůj intelekt. Seznámí ji s „Ligou výjimečných géniů“, do které jí nabídnou členství.
Večer se chce Brandine vrátit ke svým dětem. Později v posteli Marge řekne Homerovi, co si o nich lidé ve městě myslí, a požádá ho, aby si promluvil s Cletusem.
Brandine si uvědomí, že nemůže zůstat u Simpsonových a že jí chybí její děti. Brandine nabádá Lízu, aby neskrývala svou inteligenci, jak jí doporučují její noví kamarádi, ačkoli ona sama se sama rozhodne vzdát se knih, baletu, muzea i podcastů v zájmu rodiny. Druhého dne Líza povzbudí ostatní, aby odhalili svou inteligenci, což také udělají.
Brandine se vrací domů, kde ji vítají děti. Zároveň si Cletus vyřídil průkazku do knihovny a půjčil si knihu. Nakonec se manželé Cletusovi i Simpsonovi usmíří a jsou spokojeni.
Během titulků Cletus představuje divákům knihy, které přečetl.

## Přijetí

### Sledovanost
Ve Spojených státech díl během premiéry sledovalo 1,1 milionu diváků.

### Kritika
Tony Sokol z Den of Geek ohodnotil epizodu 3,5 hvězdičkami z 5 a napsal: „Sečtělá negramota je komplikovaná epizoda a je velmi dobře, že se díl vyhýbá další manželské krizi v domácnosti Simpsonových. Změna však přichází od Cletuse. Zlepšuje se do té míry, že dokáže říct ty nejjemnější věci o tom, proč jsou Hrozny hněvu Johna Steinbecka klasikou a proč je tento příběh mnohem lépe vyprávěn ve filmu Bláznivá dovolená, který právě běží na Dycky+.“
Marcus Gibson z webu Bubbleblabber udělil dílu 7 bodů z 10 s komentářem: „Celkově se Sečtělá negramota snaží o inteligenci, zároveň se také snaží skloubit své prvky do jedné dějové linie. Nabízí pěkný kus vývoje Brandiny, a dokonce i Cletuse, který se dokonce pokouší naučit číst knihy. Epizoda také nabízí několik skutečně slušných humorných scén, včetně Homera, který si zapálí prd, a segmentu ‚Cletus o knihách‘ během závěrečných titulků. Člověk nemusí být génius, aby poznal, že jde o další příjemný díl třiatřicáté řady seriálu.“